# Eureka Scientific
Eureka Scientific, Inc. ist eine gemeinnützige 501(c) organization mit Hauptsitz in Oakland, Kalifornien, die 1992 von acht Forschern der University of California, Berkeley, gegründet wurde.

## Geschichte
1992 beschlossen die amerikanische Astronomin Carol Christian und ihre Kollegen, darunter der amerikanische Physiker John Vallerga von der University of California, Berkeley, in Kalifornien eine Gesellschaft mit dem Namen Eureka Scientific, Inc. zu gründen, als Kanal für Bundesstipendienanträge von Nicht-Tenure-Track-Astrophysikern und -Astronomen. Der Grund war, dass die UC Berkeley Carol Christian nicht erlaubte, einen Förderantrag bei der NASA einzureichen, da sie keine Tenure-Track-Fakultätsstelle innehatte, obwohl sie Mitglied des „Extreme Ultraviolet Explorer“-Teams war, das an der Entwicklung und dem Bau mitwirkte. Als Eureka Scientific, Inc. gegründet wurde, wurde John Vallerga zum Schatzmeister ernannt, der glaubt, dass „Wissenschaftler die Möglichkeit haben sollten, als freie Agenten zu agieren und die besten Deals auszuhandeln“, obwohl die UC Berkeley so lange keine Probleme mit Eureka Scientific hat, da sie keine universitären Einrichtungen nutzen. Zuvor hatte der amerikanische Planetenforscher Roger C. Wiens beklagt, dass er als Principal Investigator keine Förderanträge stellen könne, da er Nicht-Tenure-Track-Stellen am California Institute of Technology und der University of California, San Diego, bekleidet habe. aber er hat für fünf verschiedene Vorschläge als Ghostwriter fungiert. In einem Interview mit dem Magazin Science argumentierte der Dekan für Forschung und Absolventenpolitik der Stanford University jedoch, dass eine solche Maßnahme notwendig sei, „um den Ruf und die Qualität der Forschung zu wahren und die angemessene Nutzung der Universitätseinrichtungen sicherzustellen“.

## Beteiligte Institutionen

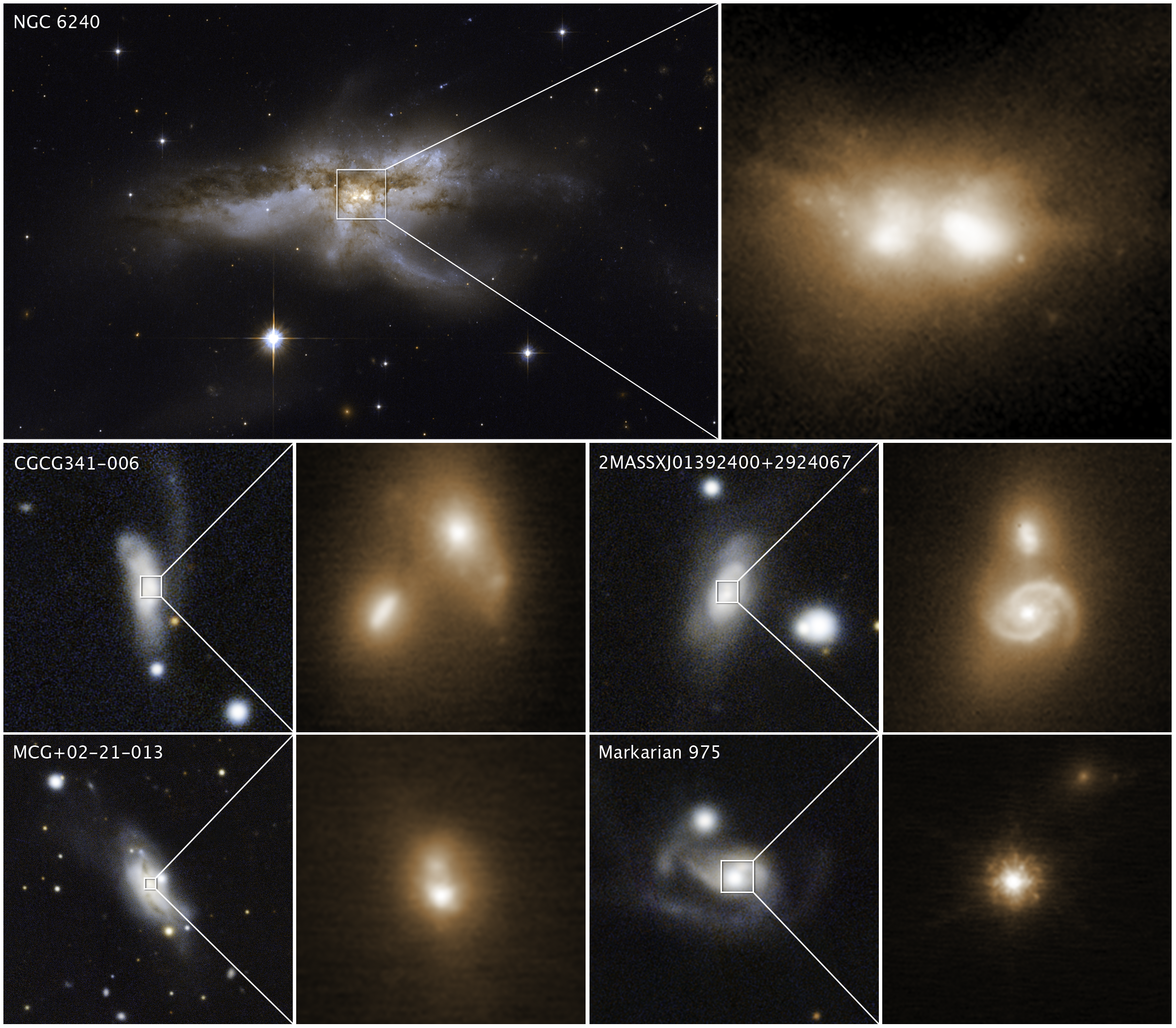
Hubble and Keck observatories of colliding galaxies.

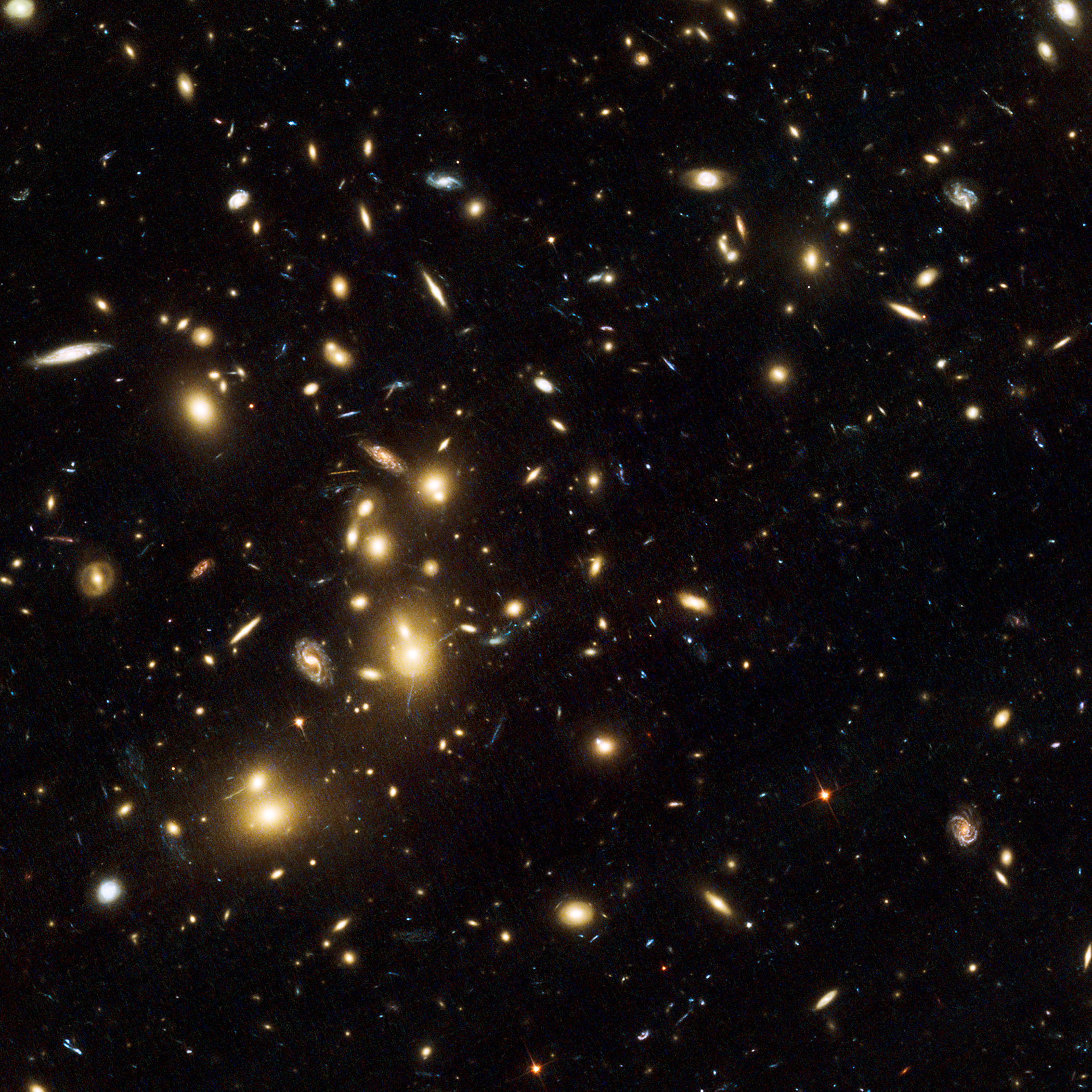
Hubble images of Abell 2744.

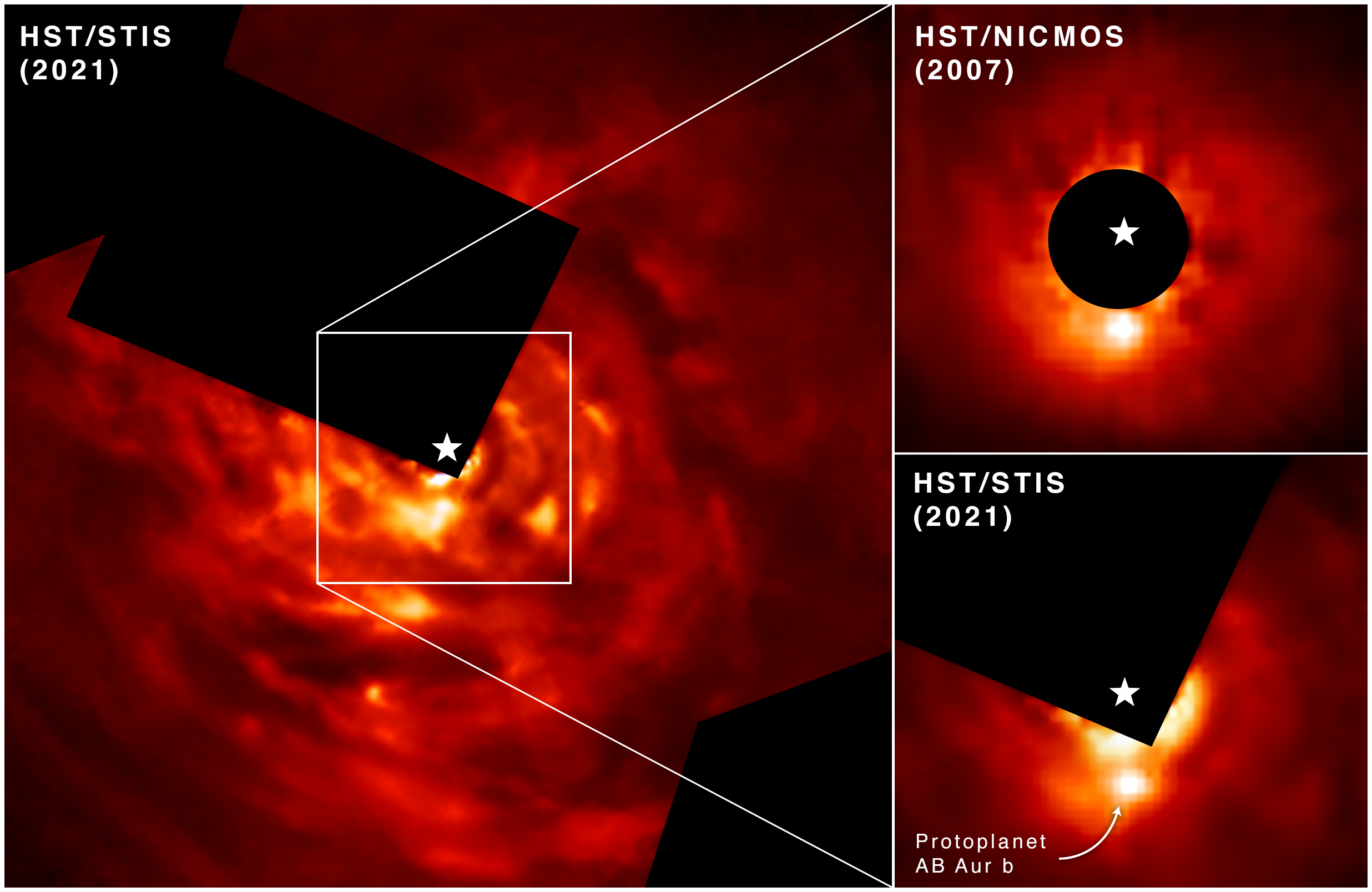
HST Image of Jupiter-like Protoplanet.

Laut dem Nature Index, einer Datenbank, die die Verbindungen von Institutionen und ihre wissenschaftlichen Auswirkungen verfolgt, gehören zu den fünf besten US-Kooperationspartnern von Eureka Scientific die West Virginia University (WVU), das Jet Propulsion Laboratory (JPL), die Cornell University, die University of Wisconsin-Milwaukee (UWM) und die National Aeronautics and Space Administration (NASA), während die fünf wichtigsten internationalen Kooperationspartner die University of Southampton (Soton), die University of La Laguna (ULL), die University of Oxford, die University of British Columbia (UBC) und das Argentinische Institut für Radioastronomie (IAR). Basierend auf dem SAO/NASA Astrophysics Data System (ADS), gehören zu den wichtigsten Kooperationspartnern von Eureka Scientific im Jahr 2022 das Goddard Space Flight Center (GSFC), die Max-Planck-Gesellschaft, das Space Telescope Science Institute (STScI), das California Institute of Technology (Caltech), die Kavli Foundation, die University of Arizona, das Harvard-Smithsonian Center for Astrophysics, die Harvard University und die University of Maryland.

## Wissenschaftliche Ergebnisse
Der Nature Index weist darauf hin, dass die Ergebnisse der Institution hauptsächlich in den Naturwissenschaften liegen. Laut dem SAO/NASA Astrophysics Data System (ADS) hat Eureka Scientific bis 2022 über 600 Peer-Review-Veröffentlichungen in großen Peer-Review-wissenschaftlichen Zeitschriften für Astrophysik und Astronomie veröffentlicht, darunter über 270 im Astrophysical Journal (ApJ), 110 in Monthly Notices of the Royal Astronomical Society (MNRAS), 68 in den Astrophysical Journal Letters (ApJL) und 47 im Astronomical Journal (AJ). Das SAO/NASA Astrophysics Data System (ADS) zeigt auch über 600 nicht begutachtete Artikel, die mit Eureka Scientific verbunden sind. INSPIRE-HEP, eine digitale Bibliothek für das Gebiet der Hochenergiephysik (HEP), hat außerdem rund 80 veröffentlichte, von Experten begutachtete Veröffentlichungen erfasst, die sich auf Schwarze Löcher, aktive galaktische Kerne, Röntgendoppelsterne und Gravitationswellen beziehen. Die vom SAO/NASA Astrophysics Data System (ADS) im Jahr 2022 gemessene wissenschaftliche Zitationsmetrik von Eureka Scientific zeigt Gesamtzitierungen von über 28.500, institutionellen h-Index von 76, m-Index von 2,5, g-Index von 145 und i10-Index von 442.